# ورزشگاه سلتیک پارک
ورزشگاه سلتیک پارک (به انگلیسی: Celtic Park) ورزشگاهی در گلاسکو، اسکاتلند و ورزشگاه خانگی باشگاه فوتبال سلتیک است.
این ورزشگاه در سال ۱۸۸۵ میلادی ساخته شده و ظرفیت آن ۶۰٬۳۵۵ است.